# 무한대 이야기
무한대 이야기(An Infinity Story)는 한국에서 제작된 양진열 감독의 2008년 드라마, 멜로/로맨스 영화이다. 김성곤 등이 주연으로 출연하였다.

## 출연

### 주연
- 김성곤
- 여웅기
- 김미선

## 제작진
- 프로듀서: 서수석
- 조명: 김지훈
- 조감독: 김기남
- 녹음: 전영기
- 믹싱: 표용수
- 미술: 김민선